# Горичево
Горичево (болг. Горичево) — село в Болгарии. Находится в Разградской области, входит в общину Кубрат. Население составляет 443 человека.

## Политическая ситуация
В местном кметстве Горичево, в состав которого входит Горичево, должность кмета (старосты) исполняет Хасан Джелил Халил (Движение за права и свободы (ДПС)) по результатам выборов.
Кмет (мэр) общины Кубрат — Ремзи  Халилов Юсеинов Движение за права и свободы (ДПС)) по результатам выборов.